# 都會坊
22°21′30″N 114°07′18″E / 22.3582°N 114.1217°E
都會坊（英語：MetroLOFT）是在香港新界葵涌葵喜街38號的單幢工貿大廈，2004年2月落成，樓高23層，每層面積約14,000呎，每層樓高約3.8米至4.2米。現時絕大部份單位已分拆出售。

## 歷史
大廈前身是一座舊式的冷凍貨倉。因為葵涌工業區的某些大廈老化嚴重，再加上2000年起，有至少一幢已空置。會德豐地產把這塊舊工廈用地重新發展，成為今天的工貿大廈。
大廈雖然離葵芳站20分鐘步程，但是它吸引了小型企業如珠寶設計及唱片公司等進駐，作多用途工作坊之用。

## 圖像

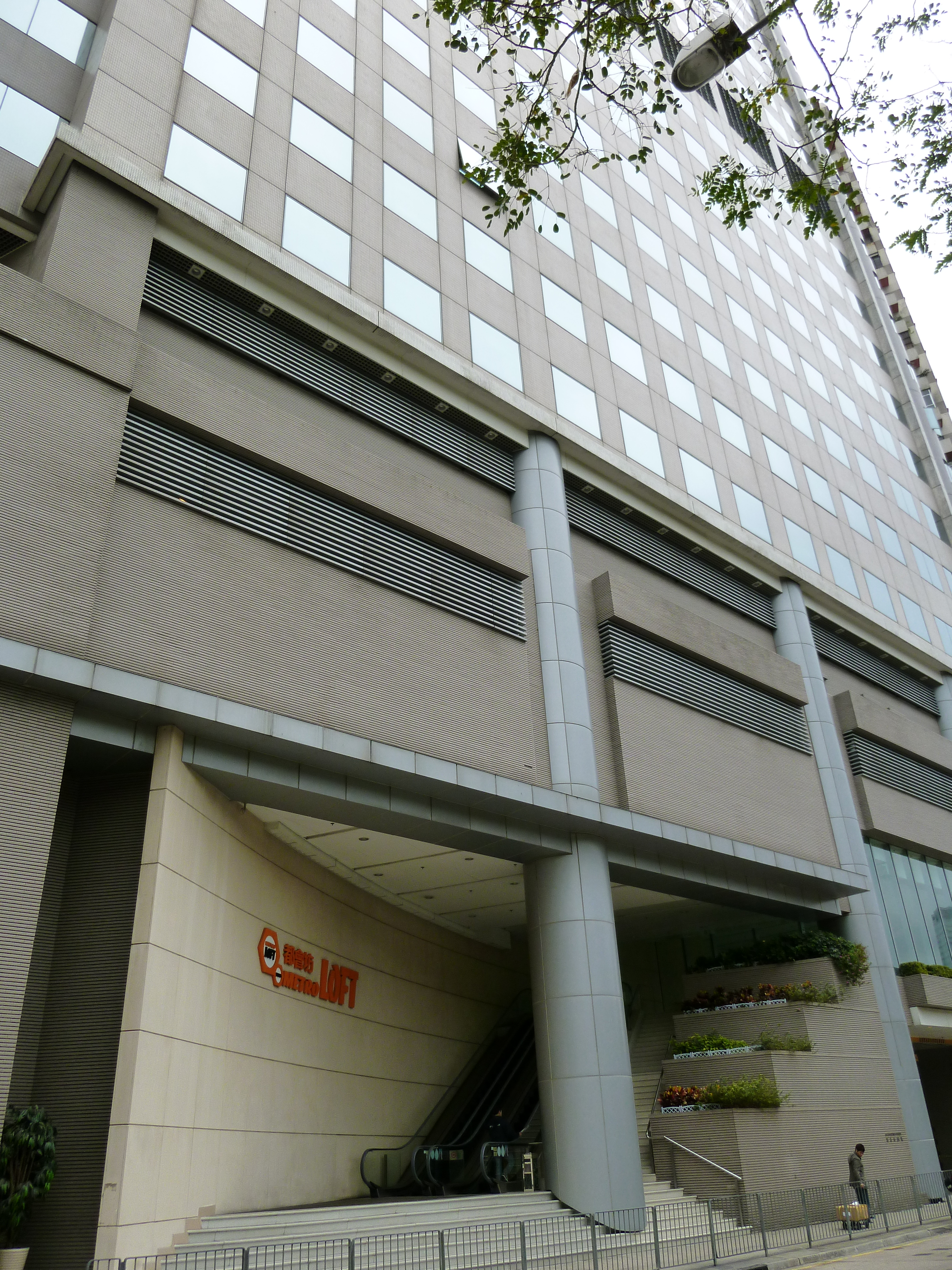
都會坊西南面入口
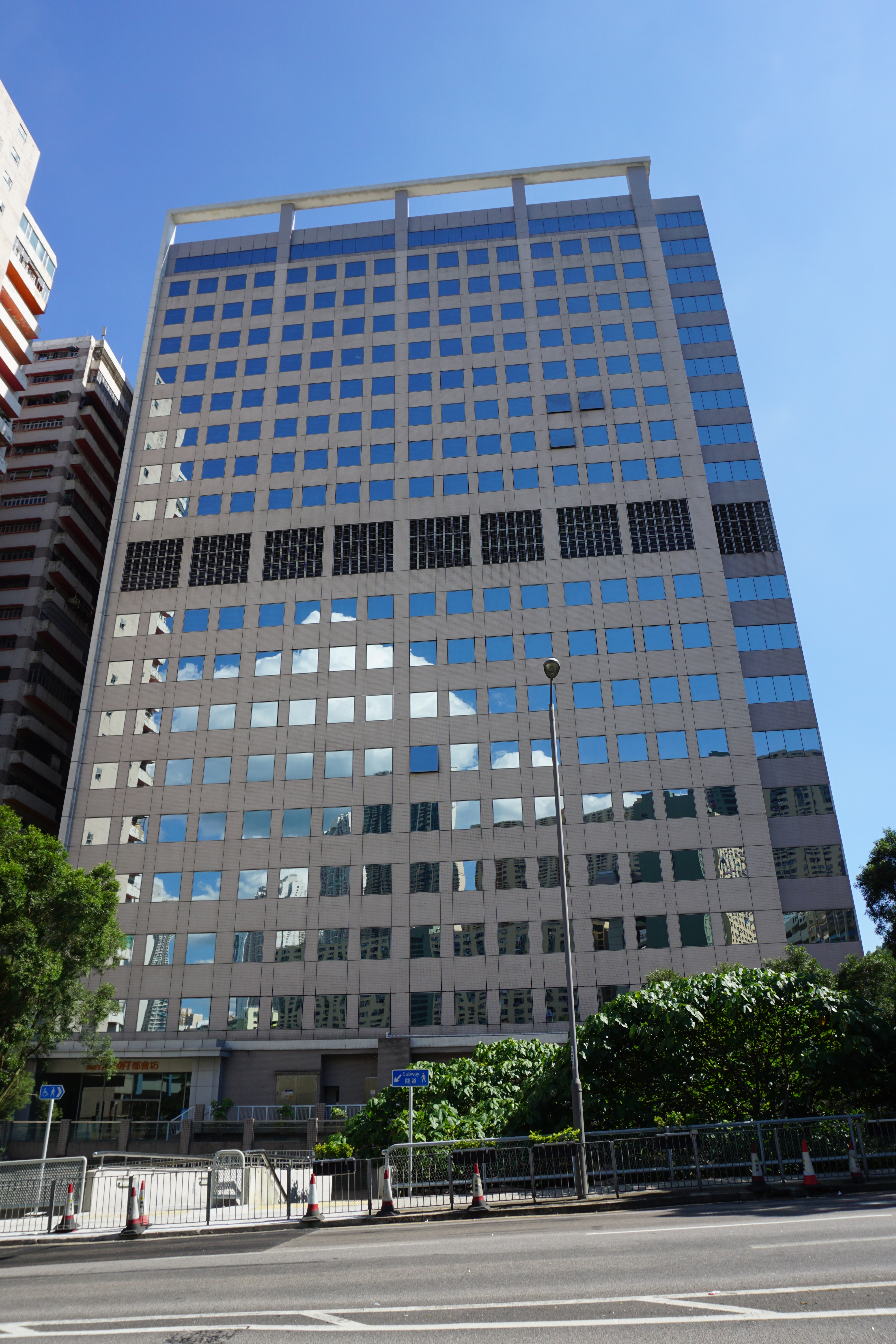
都會坊東北面外觀及入口

## 鄰近
- 葵盛西邨
- 晉昇工廠大廈
- 信興中心